# Tanais (schip, 1906)
De SS Tanais (Grieks: Τάναϊς) was een vrachtschip dat op 26 mei 1944 door Britse duikboot tot zinken werd gebracht nabij Heraklion op Kreta. Vijfhonderd tot duizend mensen verdronken. Het schip was in gebruik door de Duitse bezettingstroepen. Aan boord bevonden zich honderden Kretenzer Joden, Italiaanse krijgsgevangenen en christelijke Grieken.

## Achtergrond
De Tanais was gebouwd door John Blumer and Co Ltd in het Noord-Engelse Sunderland. Op 14 december 1906 werd zij onder de naam Hollywood te water gelaten. De Griek Stefanos Synodinos kocht haar in 1935 en noemde haar Tanais, naar de oude Griekse stad Tanais.
Op 26 mei 1941, tijdens de Slag om Kreta, bracht de Luftwaffe de Tanais in de Soudabaai tot zinken. Het schip werd gelicht en gerepareerd en vervolgens door de Duitse bezetter ingezet in de Egeïsche Zee.
De Duitsers waren vanaf het voorjaar van 1944 begonnen met de deportatie van de Joodse gemeenschappen op de Griekse eilanden, nadat eerder al de meesten op het Griekse vasteland waren gedeporteerd. De Tanais werd ingezet om Joden naar het vasteland te transporteren.
In de late avond van 8 juni of de vroege ochtend van 9 juni 1944, zette de Tanais koers richting Piraeus. Aan boord van het schip bevonden zich 265 Joden uit Chania. Daarnaast bevonden zich enkele honderden christelijke Kretenzers aan boord, die gelinkt waren aan het Griekse verzet, en tussen de honderd en driehonderd Italiaanse krijgsgevangenen. Zij kwam na enkele uren onderweg in het vizier van de Britse onderzeeër HMS Vivid, op 26 kilometer ten noordwesten van het eiland Dia. De Vivid vuurde vier torpedo's af, waarna het schip binnen twaalf seconden zonk. Bronnen verschillen over het aantal overlevenden, dat ligt tussen de veertien en eenenvijftig. Het precieze aantal slachtoffers is onbekend.